# خايرو اريولا
خايرو اريولا (بالإسبانية: Jairo Arreola)‏ (20 سبتمبر 1985 بغواتيمالا في غواتيمالا - ) هو لاعب كرة قدم غواتيمالي في مركز الهجوم. شارك مع منتخب غواتيمالا لكرة القدم. أما مع النوادي، فقد لعب مع نادي كوميونيكيشنس.

## روابط خارجية
- خايرو اريولا على موقع قاعدة بيانات كرة القدم.إي يو (الإنجليزية)
- خايرو اريولا على موقع ناشيونال فوتبول تيمز (الإنجليزية)
- خايرو اريولا على موقع Soccerway.com (الإنجليزية)